# فارات
الفارات أو عث القاقم أو عث الأرمين (الاسم العلمي: Yponomeutidae)، فصيلة حشرات عثية من حرشفيات الأجنحة. أنواعها 600، يوجد معظما في المناطق الاستوائية. تميل اليرقات إلى تكوين شبكات مجتمعية، وبعضها آفات بسيطة في الزراعة والحراجة والبستنة. وبعض أنواعه البالغة تكون جذابة للغاية.